# Theodora Draku
Theodora Draku (en griego: Θεοδώρα Δράκου; Patras, 6 de febrero de 1992) es una deportista griega que compite en natación. Ganó dos medallas de plata en el Campeonato Europeo de Natación de 2024, en las pruebas de 50 m libre y 50 m espalda.

## Palmarés internacional
| Campeonato Europeo | Campeonato Europeo | Campeonato Europeo | Campeonato Europeo |
| Año                | Lugar              | Medalla            | Prueba             |
| ------------------ | ------------------ | ------------------ | ------------------ |
| 2024               | Belgrado (Serbia)  | Medalla de plata   | 50 m libre         |
| 2024               | Belgrado (Serbia)  | Medalla de plata   | 50 m espalda       |